# Campo do Gerês
Campo do Gerês is een plaats (freguesia) in de Portugese gemeente Terras de Bouro en telt 187 inwoners (2001).

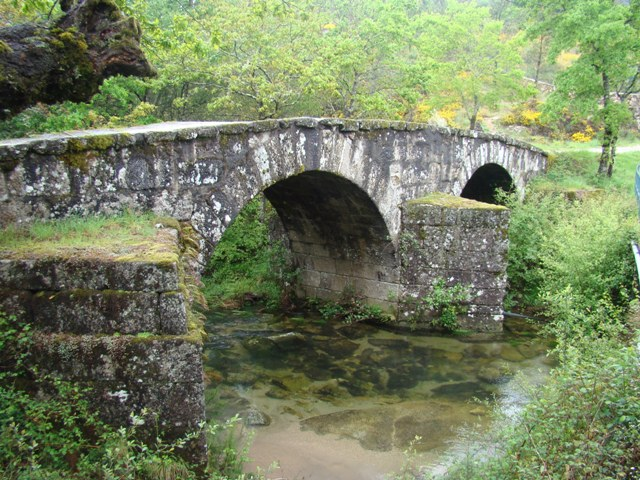